# Tamazula, Durango
Tamazula är en ort i Mexiko.   Den ligger i kommunen Tamazula och delstaten Durango, i den centrala delen av landet, 1 000 km nordväst om huvudstaden Mexico City. Tamazula ligger 258 meter över havet och antalet invånare är 2 337.
Terrängen runt Tamazula är huvudsakligen kuperad, men norrut är den bergig. Runt Tamazula är det mycket glesbefolkat, med 6 invånare per kvadratkilometer. Tamazula är det största samhället i trakten. I omgivningarna runt Tamazula växer i huvudsak lövfällande lövskog.